# Зозулине
Зозу́лине —  село в Україні, у Конотопському районі Сумської області. Населення становить 39 осіб. До 2018 орган місцевого самоврядування — Сафонівська сільська рада.

## Географія
Село Зозулине знаходиться на відстані 1 км від сіл Кардаші, Голубкове і Трудове. Поруч із селом знаходиться великий лісовий масив урочище Спащіне. Поруч проходить автомобільна дорога Т 1911.

## Історія
12 червня 2020 року, відповідно до розпорядження Кабінету Міністрів України № 723-р «Про визначення адміністративних центрів та затвердження територій територіальних громад Сумської області», село увійшло до складу Путивльської міської громади.
19 липня 2020 року, в результаті адміністративно-територіальної реформи та ліквідації Путивльського району, увійшло до складу новоутвореного Конотопського району.

## Населення

### Мова
Розподіл населення за рідною мовою за даними перепису 2001 року:
| Мова       | Кількість | Відсоток |
| ---------- | --------- | -------- |
| російська  | 30        | 76.92%   |
| українська | 9         | 23.08%   |
| Усього     | 39        | 100%     |